# Cathédrale Saint-Jean-l'Évangéliste de Saint-Jean-sur-Richelieu
Cette  cathédrale n’est pas la seule cathédrale Saint-Jean-l'Évangéliste.
La cathédrale Saint-Jean-l'Évangéliste est une église catholique située au centre-ville de Saint-Jean-sur-Richelieu au Québec (Canada). Il s'agit de la cathédrale du diocèse de Saint-Jean–Longueuil. Elle a été construite de 1861 à 1866 en remplacement d'une première église qui avait été construite en 1828. La paroisse rattachée à la cathédrale porte également le nom de Saint-Jean-l'Évangéliste et comprend, en plus de la cathédrale, deux autres églises ainsi qu'une chapelle de Saint-Jean-sur-Richelieu.

## Description
La cathédrale Saint-Jean-l'Évangéliste est une église catholique en pierre sise au 215, rue Longueuil au centre-ville de Saint-Jean-sur-Richelieu au Québec,. Elle a un plan en croix latine avec un chœur en saillie. Elle comprend un orgue de Casavant Frères.

## Histoire
La paroisse a été érigée en 1828. La première église a été construite la même année. Son premier curé fut Rémi Gaulin, natif de Québec, qui devint plus tard évêque de Kingston en Ontario. Il fut remplacé par le père Charles Larocque qui entreprit la construction de l'église actuelle, de 1861 à 1866, en remplacement de la première église, avant de devenir évêque de Saint-Hyacinthe,. Tandis que la façade de la première église faisait face à la rue Jacques-Cartier, la façade de la nouvelle église fait face à la rue Longueuil.
En 1845, la paroisse acquiert un orgue du facteur Joseph Casavant de Casavant Frères. Le père Aubry, curé de 1866 à 1893, termina de décorer l'intérieur de l'église. Le 25 septembre 1877, l'église fut consacrée.
En 1923, une restauration intérieure fut effectuée et, l'année suivante, des cloches furent ajoutées. Ces cloches ont été réalisées par la fonderie Charles Wauthy à Douai dans le Nord de la France. Au moment du sacre de Paul-Ernest-Anastase Forget, elle prit le titre de cathédrale. En 1957, l'orgue fut installé.
En 1934, à la suite de l'érection du diocèse de Saint-Jean-de-Québec, renommé diocèse de Saint-Jean–Longueuil en 1982, l'église Saint-Jean-l'Évangéliste en devint la cathédrale,.

## Religion

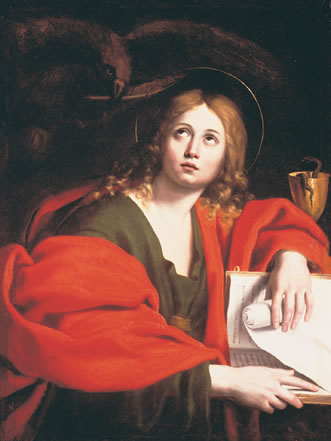
Saint Jean l'Évangéliste, saint patron de la cathédrale Saint-Jean-l'Évangéliste

La cathédrale Saint-Jean-l'Évangéliste est la cathédrale du diocèse de Saint-Jean–Longueuil,. La paroisse rattachée à la cathédrale se nomme également Saint-Jean-l'Évangéliste. En plus de la cathédrale, celle-ci comprend deux autres églises de Saint-Jean-sur-Richelieu, l'église Saint-Luc et l'église Sainte-Marguerite-de-Blairfindie, en plus de la chapelle du centre de ressourcement spirituel Saint-Jean.
Le saint patron de la cathédrale est saint Jean l'Évangéliste, un apôtre de Jésus,.